# Karniowskie Skały
Karniowskie Skały lub Karniowickie Skały – grupa skał w miejscowości we wsi Karniowice, w województwie małopolskim, w powiecie krakowskim, w gminie Zabierzów. Znajdują się bezpośrednio na uskoku, jakim Wyżyna Olkuska opada do Rowu Krzeszowickiego (regiony Wyżyny Krakowsko-Częstochowskiej). W średniowieczu nazywały się Ciasnymi Skałami.
Karniowskie Skały zbudowane są z wapieni z jury późnej. Znajdują się w lesie po prawej stronie drogi Karniowice – Kobylany, powyżej pętli autobusowej i Małopolskiego Ośrodka Doradztwa Rolniczego. Na dwóch z nich uprawiana jest wspinaczka skalna. Jest to Karniowicka Skała i położona obok niej, nieco wyżej i po lewej stronie (patrząc od dołu) Ścianka przy Grotce. W skale tej znajduje się niewielka jaskinia. Oprócz nich w lesie znajdują się jeszcze inne skały. Mają formę baszt, murów skalnych i kazalnic.

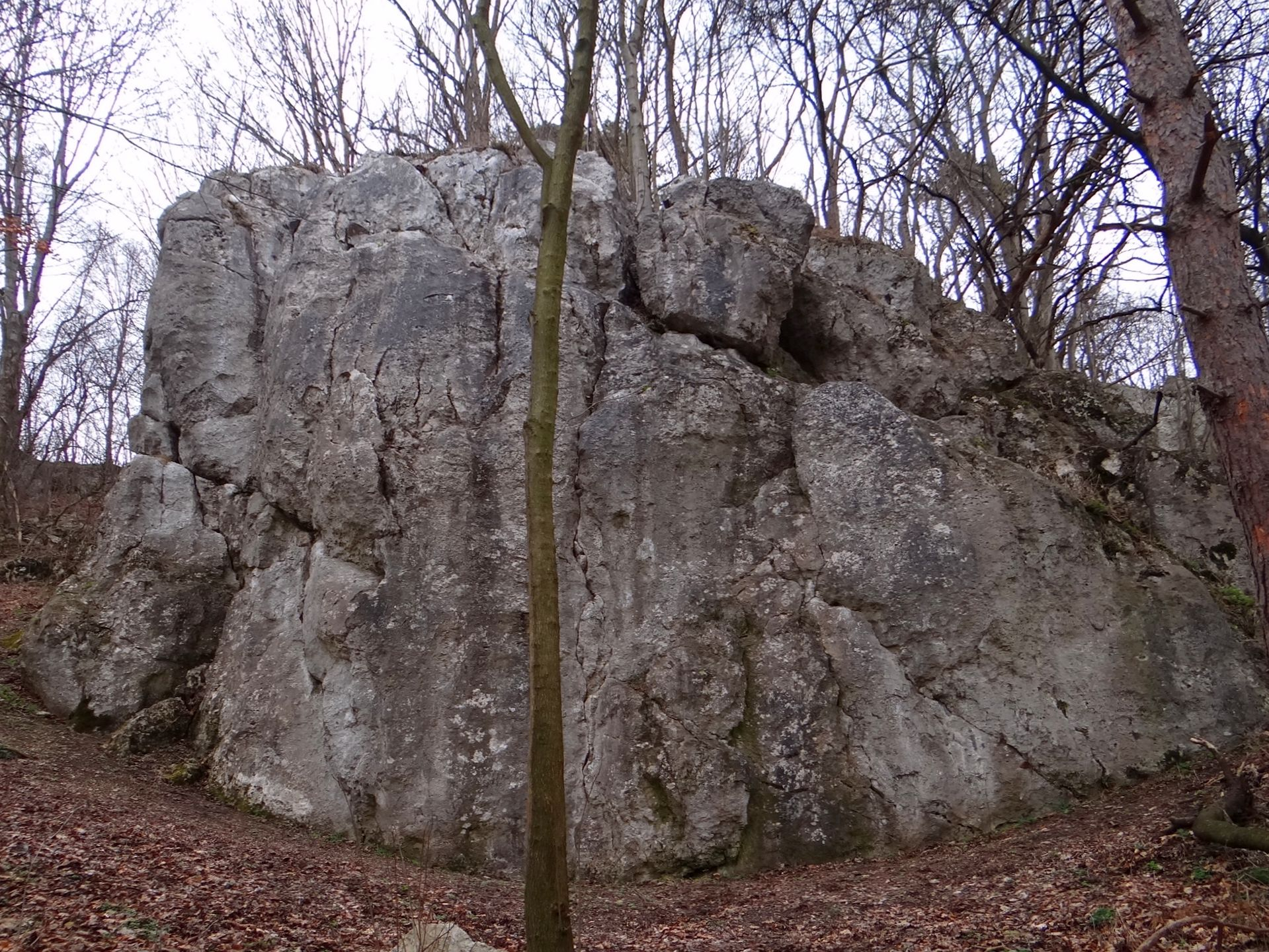
Karniowicka Skała
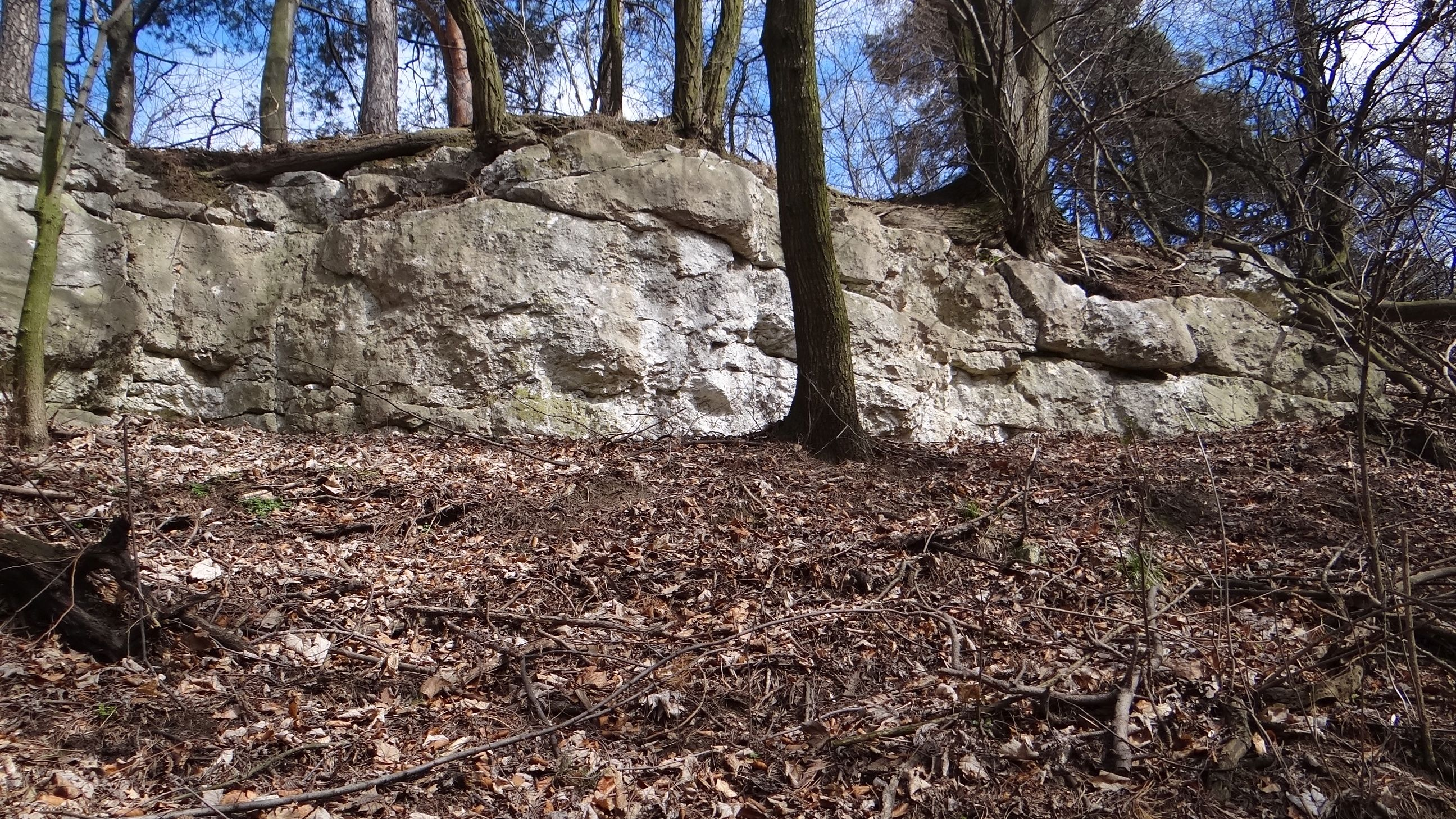
Mur skalny
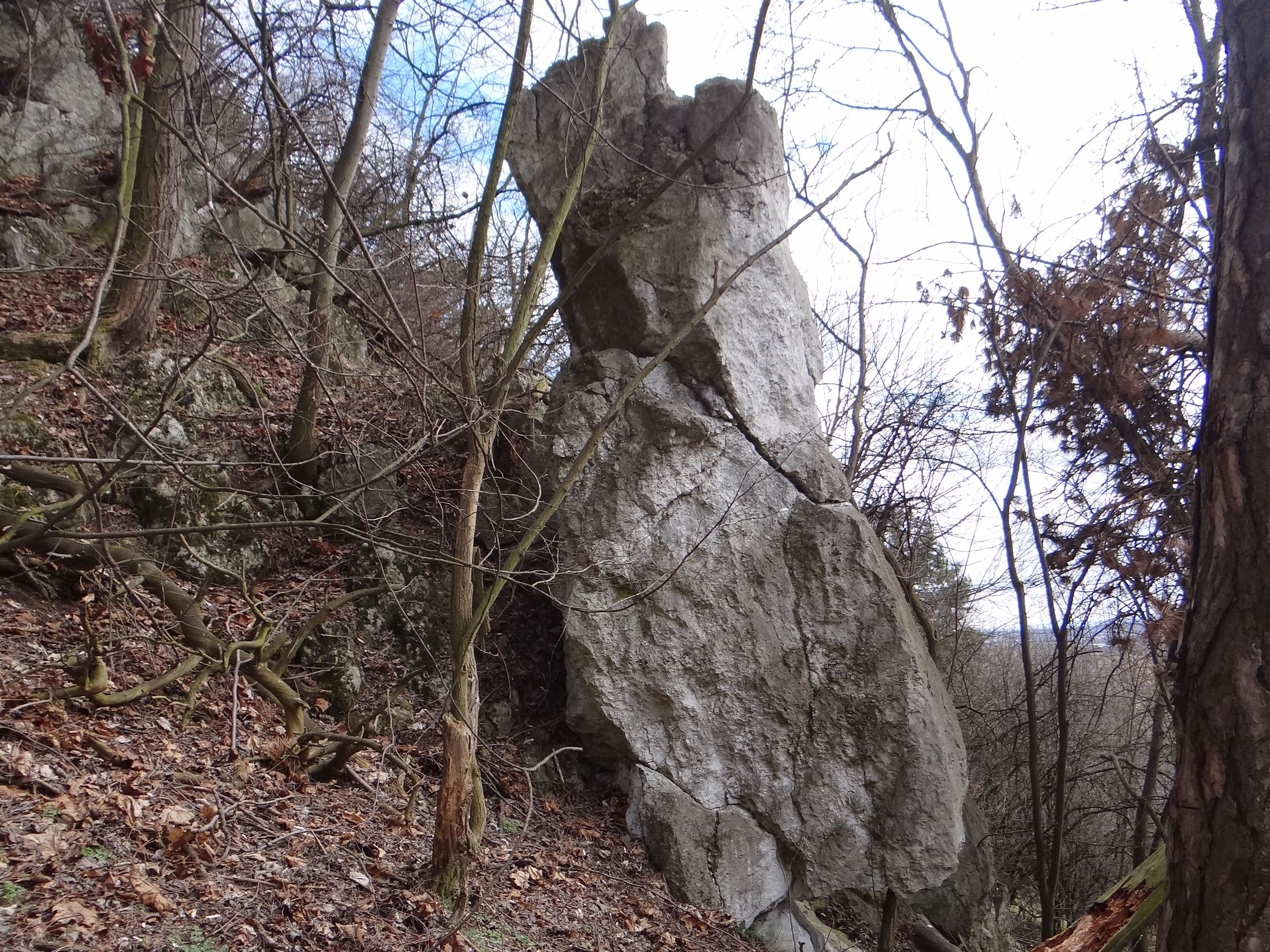
Baszta skalna
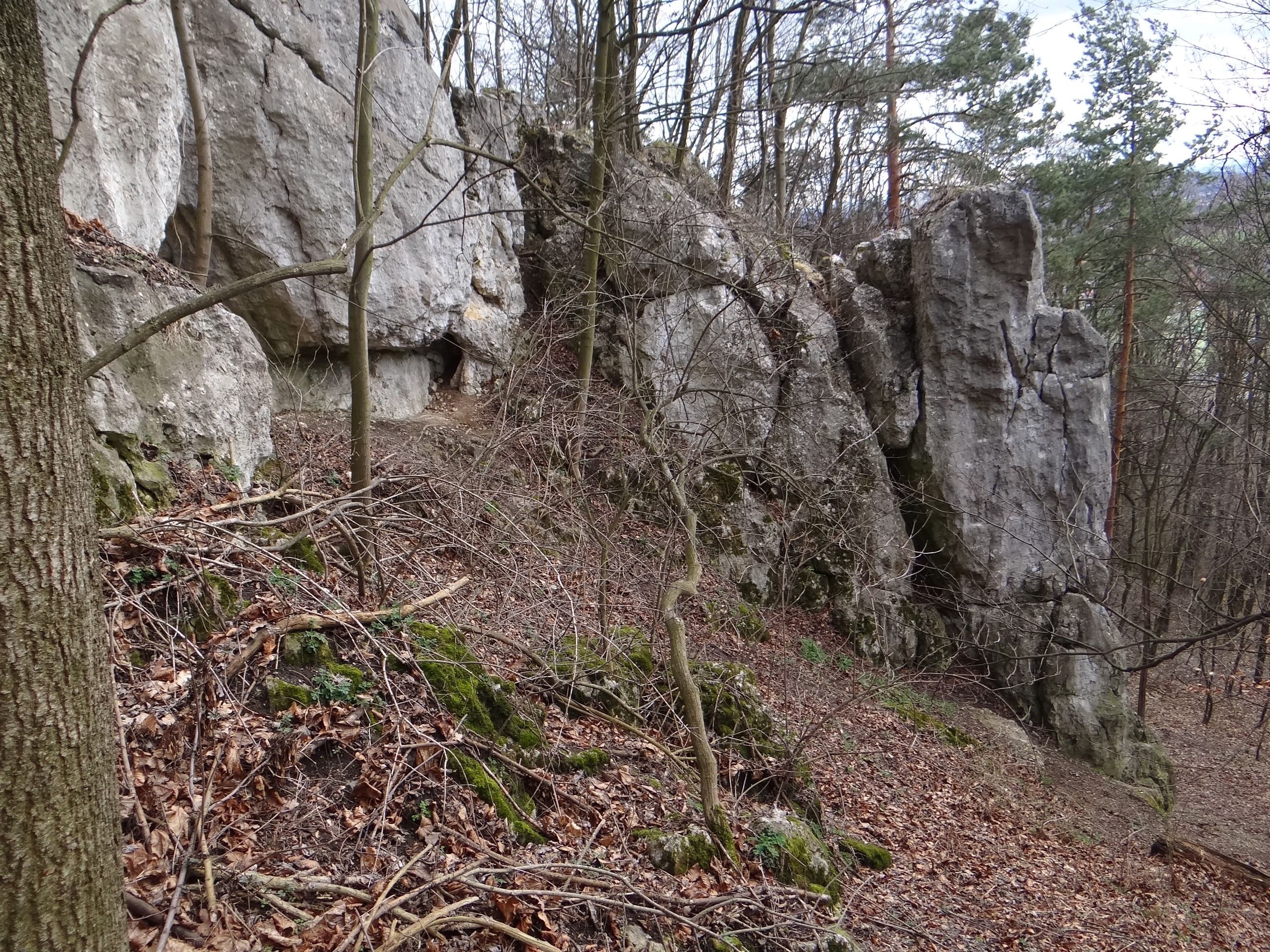
Karniowicka Skała